# Compensación de riesgos

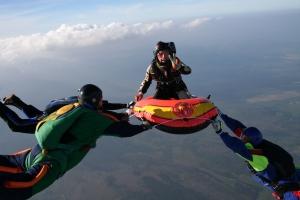
La segunda regla del paracaidista Bill Booth establece que "Cuanto más seguro sea el equipo de paracaidismo, más riesgos correrán los paracaidistas, manteniendo constante la tasa de mortalidad".

La compensación de riesgos es una teoría que sugiere que las personas suelen ajustar su comportamiento en respuesta a los niveles de riesgo percibidos, volviéndose más cuidadosas cuando perciben un mayor riesgo y menos cuidadosas si se sienten más protegidas. Aunque suele ser pequeño en comparación con los beneficios fundamentales de las intervenciones de seguridad, puede dar como resultado un beneficio neto menor al esperado o incluso riesgos mayores.
A modo de ejemplo, se ha observado que los conductores conducían más cerca del vehículo que circulaba delante cuando los vehículos estaban equipados con frenos antibloqueo. También hay evidencia de que el fenómeno de compensación de riesgos podría explicar el fracaso de los programas de distribución de condones para revertir la prevalencia del VIH y de que los preservativos pueden fomentar la desinhibición, haciendo que las personas tengan relaciones sexuales de riesgo tanto con preservativos como sin ellos.
Por el contrario, el espacio compartido es un método de diseño de calles urbanas que busca conscientemente aumentar el nivel de riesgo e incertidumbre percibidos, ralentizando así el tráfico y reduciendo el número y la gravedad de las lesiones.

## Descripción general
La compensación de riesgos está relacionada con el término más amplio de adaptación conductual, que incluye todos los cambios de comportamiento en respuesta a las medidas de seguridad, sean compensatorias o no. Sin embargo, dado que los investigadores están interesados principalmente en el comportamiento compensatorio o adaptativo negativo, los términos a veces se usan indistintamente.  La versión más reciente surgió de la investigación sobre seguridad vial después de que se afirmara que muchas intervenciones no lograron el nivel esperado de beneficios, pero desde entonces se ha investigado en muchos otros campos. 

### Efecto Peltzman
La reducción del beneficio previsto de las regulaciones que pretenden aumentar la seguridad a veces se denomina efecto Peltzman en reconocimiento a Sam Peltzman, profesor de economía en la Escuela de Negocios Booth de la Universidad de Chicago, quien publicó "Los efectos de la regulación de la seguridad automotriz" (The Effects of Automobile Safety Regulation) en el Journal of Political Economy en 1975, en el que sugirió de manera controvertida que "las compensaciones (debido a la compensación de riesgos) son prácticamente completas, por lo que la regulación no ha disminuido las muertes en las carreteras". Peltzman afirmó haber originado esta teoría en la década de 1970, pero fue utilizada para oponerse a la exigencia de equipamiento de seguridad en los trenes en el siglo XIX.
Un nuevo análisis de sus datos originales encontró numerosos errores y su modelo no logró predecir las tasas de mortalidad antes de la regulación. Según Peltzman, la regulación era, en el mejor de los casos, inútil y, en el peor, contraproducente. Peltzman descubrió que el nivel de compensación de riesgos en respuesta a las normas de seguridad vial era completo en el estudio original. Sin embargo, «la teoría de Peltzman no predice la magnitud del comportamiento compensatorio del riesgo». Un trabajo empírico sustancial adicional ha demostrado que el efecto existe en muchos contextos, pero generalmente compensa menos de la mitad del efecto directo.  En Estados Unidos, las muertes por accidentes de tránsito por población disminuyeron en más de la mitad desde el comienzo de la regulación en la década de 1960 hasta 2012. Las normas de seguridad vehicular explicaron la mayor parte de la reducción, a la que se suman las leyes sobre el uso del cinturón de seguridad, los cambios en la edad mínima para beber alcohol y las reducciones en la conducción entre adolescentes.
El efecto Peltzman también puede generar un efecto redistributivo donde las consecuencias del comportamiento riesgoso son cada vez más sentidas por partes inocentes (ver riesgo moral). Por ejemplo, si un conductor tolerante al riesgo responde a intervenciones de seguridad, como cinturones de seguridad obligatorios, zonas de deformación, frenos antibloqueo, etc., conduciendo más rápido y con menos atención, esto puede dar lugar a un aumento de lesiones y muertes de peatones.

### Homeostasis del riesgo
La homeostasis del riesgo es una hipótesis controvertida, propuesta inicialmente en 1982 por Gerald J. S. Wilde, profesor de nla Queen's University de Canadá, que sugiere que las personas maximizan su beneficio comparando los costos y beneficios esperados de un comportamiento más seguro y más riesgoso, y que introdujo la idea del nivel objetivo de riesgo.  Propuso cuatro componentes para los cálculos que una persona realiza respecto al riesgo: 
- Beneficios esperados de un comportamiento de riesgo (por ejemplo, ganar tiempo acelerando, combatir el aburrimiento, aumentar la movilidad)
- Costos esperados de conductas de riesgo (por ejemplo, multas por exceso de velocidad, reparaciones de automóviles, recargos de seguros)
- Beneficios esperados de un comportamiento seguro (por ejemplo, descuentos en seguros por períodos sin accidentes, mejora de la reputación de responsabilidad)
- Costos esperados de un comportamiento seguro (por ejemplo, usar un cinturón de seguridad incómodo, ser llamado cobarde por los compañeros, pérdida de tiempo)

Wilde señaló que cuando Suecia pasó de conducir por la izquierda a conducir por la derecha en 1967, esto fue seguido por una marcada reducción en la tasa de accidentes de tráfico durante 18 meses, después de los cuales la tendencia volvió a sus valores anteriores. Sugirió que los conductores habían respondido al aumento del peligro percibido teniendo más cuidado, solo para volver a sus hábitos anteriores a medida que se acostumbraban al nuevo régimen.  Se observó un patrón similar luego de que en Islandia se cambiara la conducción por la izquierda por la conducción por la derecha.
En un estudio realizado en Múnich, una parte de una flota de taxis estaba equipada con frenos antibloqueo (ABS), mientras que el resto tenía sistemas de frenos convencionales. En otros aspectos, los dos tipos de coches eran idénticos. Las tasas de accidentes, estudiadas durante tres años, fueron un poco más altas para los taxis con ABS, Wilde concluyó que los conductores de taxis equipados con ABS tomaban más riesgos, asumiendo que el ABS se haría cargo de ellos; se decía que los conductores sin ABS conducían con más cuidado ya que no podían confiar en el ABS en una situación peligrosa.
La idea de la homeostasis del riesgo es controvertida. Un autor afirmó que recibió "poco apoyo",  otro sugirió que "tiene casi tanta credibilidad como la hipótesis de la Tierra plana",  un tercero señaló que la propuesta generó considerable atención mediática: "Lo que encendió el debate, como si fuera gasolina sobre las llamas, fue la proposición de 1982 de que los usuarios de la vía pública no solo se adaptaban a las percepciones de riesgo cambiante mediante comportamientos compensatorios, sino que el proceso era homeostático, produciendo un equilibrio general en los resultados relacionados con la seguridad".  Otros afirmaron que las estadísticas de muertes en la carretera, que han disminuido considerablemente desde la introducción de medidas de seguridad, no respaldan la teoría.

### Medidas preventivas
Para crear medidas preventivas que hagan que una determinada actividad sea más segura, es necesario mapear la compensación de riesgos y el comportamiento de compensación de riesgos para poder evaluar si las medidas son efectivas. Cuando las medidas crean una compensación de riesgos esto podría anular las medidas adoptadas. En tal caso, las medidas podrían no resultar en menos lesiones o, en el peor de los casos, en un aumento de las mismas.

## Ejemplos

### Transporte por carretera

#### Frenos antibloqueo
Los sistemas de frenos antibloqueo están diseñados para aumentar la seguridad del vehículo al permitir que éste gire mientras frena.
Varios estudios muestran que los conductores de vehículos con ABS tienden a conducir más rápido, seguir más de cerca a otros y frenar más tarde, lo que explica por qué el ABS no produce una mejora apreciable en la seguridad vial. Los estudios se realizaron en Canadá, Dinamarca y Alemania. Un estudio dirigido por Clifford Winston y Fred Mannering, profesor de ingeniería civil de la Universidad del Sur de Florida, apoya la compensación de riesgos, denominándola «hipótesis de compensación». Un estudio sobre accidentes que involucraron taxis en Múnich, de los cuales la mitad estaban equipados con frenos antibloqueo, observó que la tasa de accidentes era sustancialmente la misma para ambos tipos de taxis y concluyó que esto se debía a que los conductores de taxis equipados con ABS asumían más riesgos.

#### Cinturones de seguridad
Un estudio de investigación de 1994 sobre personas que usaban y habitualmente no usaban cinturones de seguridad concluyó que los conductores conducían más rápido y con menos cuidado cuando usaban el cinturón.
Se observaron varios comportamientos de conducción importantes en la carretera antes y después de que se implementara la ley sobre el uso del cinturón de seguridad en Terranova y en Nueva Escocia durante el mismo período sin ley. El uso del cinturón aumentó del 16 por ciento al 77 por ciento en Terranova y se mantuvo prácticamente sin cambios en Nueva Escocia. Se midieron cuatro comportamientos de los conductores (velocidad, detenerse en las intersecciones cuando la luz de control estaba en ámbar, girar a la izquierda frente al tráfico que viene en sentido contrario y espacios en la distancia de seguimiento) en varios sitios antes y después de la ley. Los cambios en estos comportamientos en Terranova fueron similares a los de Nueva Escocia, excepto que los conductores en Terranova conducían más despacio en las autopistas después de la hora establecida, contrariamente a la teoría de compensación de riesgos.
En Gran Bretaña, en 1981, en un momento en que el gobierno estaba considerando la introducción de una legislación sobre el cinturón de seguridad, John Adams, del University College de Londres, sugirió que no había evidencia convincente de una correlación entre la legislación sobre el cinturón de seguridad y la reducción de lesiones y muertes basándose en una comparación entre Estados con y sin leyes sobre el cinturón de seguridad. También sugirió que algunas lesiones se desplazaron de los conductores de automóviles a los peatones y otros usuarios de la vía.  El "Informe de las Islas" se hizo eco de estas preocupaciones.  Adams argumentó posteriormente que la reducción de muertes que siguió a la introducción de la legislación no podía atribuirse con seguridad al uso del cinturón de seguridad debido a la introducción simultánea de la prueba de alcoholemia para conducir bajo la influencia del alcohol.
Sin embargo, un estudio de 2007 basado en datos del Sistema de Informes de Análisis de Fatalidades (FARS) de la Administración Nacional de Seguridad del Tráfico en las Carreteras de los Estados UNidos concluyó que, entre 1985 y 2002, se observaron reducciones significativas en las tasas de mortalidad de ocupantes y motociclistas tras la implementación de las leyes de uso del cinturón de seguridad, y que la tasa de uso del cinturón de seguridad se relaciona significativamente con tasas de mortalidad más bajas para los modelos totales, de peatones y de todos los modelos sin ocupantes, incluso al controlar la presencia de otras políticas estatales de seguridad vial y diversos factores demográficos. Un estudio exhaustivo realizado en Estados Unidos en 2003 tampoco halló evidencia de que un mayor uso del cinturón de seguridad tenga un efecto significativo en la conducta al volante. Sus resultados mostraron que, en general, las leyes de uso obligatorio del cinturón de seguridad reducen inequívocamente las muertes por accidentes de tráfico.

#### Cambio en Suecia para conducir por la derecha
En Suecia, tras el cambio de conducir por la izquierda a conducir por la derecha en 1967, hubo un descenso de los accidentes y las muertes, lo que estuvo vinculado al aumento del riesgo aparente. El número de reclamaciones de seguros de automóviles disminuyó en un 40 por ciento, volviendo a la normalidad en las siguientes seis semanas. Los niveles de mortalidad tardaron dos años en volver a la normalidad.  

#### Límites de velocidad
El control de la velocidad del tráfico mediante límites de velocidad aplicados de manera efectiva y otros métodos de calmado del tráfico desempeña un papel importante en la reducción de las víctimas de accidentes de tráfico; los cambios en los límites de velocidad por sí solos sin medidas de cumplimiento o de calmado del tráfico que los acompañen no lo harán.
Un estudio realizado en 1994 para probar la teoría de la homeostasis del riesgo, utilizando un simulador de conducción, encontró que el aumento de los límites de velocidad establecidos y una reducción de las multas por exceso de velocidad habían aumentado significativamente la velocidad de conducción, pero no resultaron en ningún cambio en la frecuencia de accidentes. También mostró que el aumento del costo de los accidentes provocó reducciones grandes y significativas en la frecuencia de los accidentes, pero ningún cambio en la elección de velocidad. Los resultados sugieren que la regulación de conductas de riesgo específicas, como la elección de la velocidad, puede tener poca influencia en las tasas de accidentes.

#### Espacio compartido
El espacio compartido es un enfoque al diseño de carreteras, donde la compensación de riesgos se utiliza conscientemente para aumentar el nivel de incertidumbre para los conductores y otros usuarios de la carretera eliminando las demarcaciones tradicionales entre el tráfico de vehículos mediante la eliminación de bordillos, marcas viales y señales de tráfico. Se ha demostrado que este método da como resultado velocidades más bajas de los vehículos y menos víctimas de accidentes de tráfico.

#### Cascos de bicicleta
No se ha demostrado que las campañas y la legislación para fomentar el uso del casco en bicicleta reduzcan sugnificativamente las lesiones en la cabeza y "hay evidencia que sugiere que algunos ciclistas conducen con menos precaución cuando usan casco porque se sienten más protegidos". En un estudio experimental, los adultos acostumbrados a usar cascos montaron en bicicleta más lentamente sin casco, pero no se encontraron diferencias en la velocidad con y sin casco entre los ciclistas que habitualmente no usan casco. Un estudio español sobre accidentes de tráfico entre 1990 y 1999 no encontró evidencia sólida de compensación de riesgos en los usuarios de casco, pero concluyó que "no se puede descartar esta posibilidad".
Los automovilistas también pueden modificar su comportamiento hacia los ciclistas que usan casco. Un estudio realizado por Walker en Inglaterra descubrió que 2.500 vehículos adelantaron a un ciclista con casco con una distancia considerablemente menor (8,5 cm) que la dada al mismo ciclista sin casco (de una distancia total media de adelantamiento de 1,2 a 1,3 metros). La importancia de estas diferencias ha sido re-analizada por Olivier, quien argumentó que el efecto sobre la seguridad no era significativo ya que las distancias de adelantamiento eran de más de 1 metro, y nuevamente por Walker, quien no estuvo de acuerdo con la conclusión de Olivier.
En 1988, Rodgers volvió a analizar datos que supuestamente demostraban que los cascos eran eficaces y encontró errores en los datos y debilidades metodológicas. Concluyó que, de hecho, los datos mostraban que "las muertes relacionadas con la bicicleta están asociadas positiva y significativamente con un mayor uso del casco" y mencionó la compensación de riesgos como una posible explicación de esta asociación.

### Infraestructura

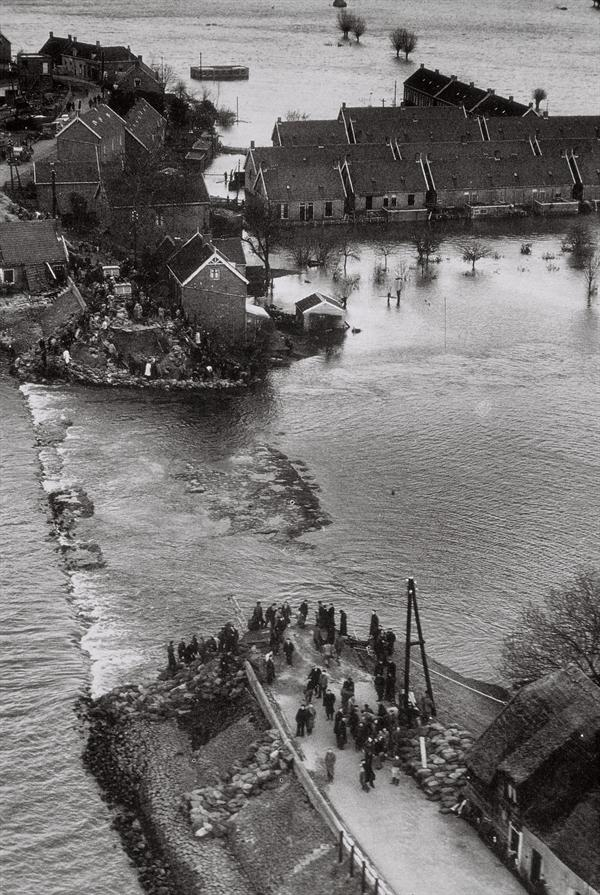
Una ruptura en un dique en Papendrecht, Países Bajos, durante la inundación del Mar del Norte de 1953, inundando casas que se habían construido detrás de él.

Los diques son estructuras que corren paralelas a los ríos y están destinadas a ofrecer protección contra las inundaciones. La percepción de seguridad puede llevar a un desarrollo inseguro del terreno en la llanura aluvial que se supone debe estar protegida por el dique. En consecuencia, cuando se produce una inundación o se rompe el dique, los efectos de ese desastre serán mayores que si no se hubiera construido el dique.

### Deporte

#### Artes marciales
Este principio se reconoce en algunas artes marciales, incluido el karate, donde se sugiere que el uso de guantes protectores puede dar lugar a golpes y puñetazos más duros, posiblemente dando como resultado lesiones más graves. También se ha sugerido en las artes marciales europeas históricas.

#### Cascos de esquí
Estudios recientes indican que los esquiadores que usan casco van más rápido en promedio que los esquiadores que no lo usan, y que el índice de riesgo general es mayor en los esquiadores que usan casco que en los que no lo usan. Además, si bien los cascos pueden ayudar a prevenir lesiones menores en la cabeza, el aumento del uso de cascos no ha reducido la tasa general de mortalidad.
Otros estudios recientes han concluido que el uso del casco no está asociado con un comportamiento más riesgoso entre los esquiadores y practicantes de snowboard, y que el uso del casco reduce el riesgo y la gravedad de las lesiones en la cabeza.

#### Cascos de fútbol
Algunos investigadores han descubierto el resultado contraintuitivo de que el uso de cascos en el fútbol americano en realidad aumenta las probabilidades de sufrir lesiones, y por eso recomiendan que los jugadores practiquen ocasionalmente sin cascos. Cuando se introdujeron por primera vez los cascos duros, el número de lesiones en la cabeza aumentó porque los jugadores tenían una falsa sensación de seguridad y realizaban tackles más peligrosos.

#### Paracaidismo
La regla n.° 2 de Booth, a menudo atribuida al pionero del paracaidismo Bill Booth, establece que «cuanto más seguro sea el equipo de paracaidismo, más riesgos correrán los paracaidistas para mantener constante la tasa de mortalidad». Aunque los equipos de paracaidismo han avanzado enormemente en términos de confiabilidad, incluida la introducción de dispositivos de seguridad como los dispositivos de apertura automática, la tasa de mortalidad se ha mantenido aproximadamente constante cuando se ajusta al número creciente de participantes. Esto se puede atribuir en gran medida al aumento de la popularidad de los paracaídas de alto rendimiento, que vuelan mucho más rápido que los tradicionales.  En los últimos años, un mayor número de muertes por aterrizaje se ha atribuido a maniobras de alta velocidad cerca del suelo. 

### Equipos de seguridad en niños
Estudios experimentales han sugerido que los niños que usan equipos de protección tienen más probabilidades de correr más riesgos.

### Salud

#### Conductas sexuales de riesgo y VIH/sida
La evidencia sobre la compensación de riesgos asociada con las intervenciones de prevención del VIH es mixta. El investigador de Harvard Edward C. Green sostuvo que el fenómeno de la compensación de riesgos podría explicar el fracaso de los programas de distribución de preservativos para revertir la prevalencia del VIH, y ofreció explicaciones detalladas de sus opiniones en un artículo de opinión para The Washington Post y una entrevista extensa con la BBC. Un artículo de 2007 en The Lancet sugirió que «los preservativos parecen fomentar la desinhibición, en la que las personas tienen relaciones sexuales de riesgo ya sea con preservativos o con la intención de usarlos». Otro informe comparó el comportamiento de riesgo de los hombres en función de si estaban circuncidados o no. Un estudio de 2015 mostró que los adolescentes con creencias sobre sexo seguro (adolescentes que creen que el sexo con preservativos es 100% seguro) tienen una iniciación sexual más temprana.

#### Deberes
Aunque la Pprofilaxis pre-exposición (PrEP) con medicamentos contra el VIH parece ser extremadamente exitosa en la supresión de la propagación de la infección por VIH, hay cierta evidencia de que la reducción en el riesgo de contraer el VIH ha llevado a algunas personas a tomar más riesgos sexuales; específicamente, un menor uso de preservativos en el sexo anal, lo que aumenta los riesgos de propagación de enfermedades de transmisión sexual distintas del VIH.

## Otras lecturas
- Adams, John (1995). Risk. Routledge. ISBN 978-1-85728-068-5.
- Wilde, Gerald J. S. (1994). Target Risk: Dealing with the Danger of Death, Disease and Damage in Everyday Decisions. PDE Publications. ISBN 978-0-9699124-0-8.
- Peltzman, Sam (2007). «Regulation and the Wealth of Nations: The Connection between Government Regulation and Economic Progress». New Perspectives on Political Economy 3 (2): 185-204. doi:10.62374/e73dpa44. Archivado desde el original el 18 July 2011.
- Peltzman, Sam (7 June 2010). «Regulation and the Natural Progress of Opulence». Economic Affairs 30 (2): 33-39. S2CID 154585032. SSRN 1621983. doi:10.1111/j.1468-0270.2010.02006.x.
- Ecenbarger, William (abril de 2009). «Buckle Up Your Seatbelt and Behave». Smithsonian Magazine.
- Evans, Leonard (March 1986). «Risk Homeostasis Theory and Traffic Accident Data». Risk Analysis 6 (1): 81-94. Bibcode:1986RiskA...6...81E. PMID 3602497. doi:10.1111/j.1539-6924.1986.tb00196.x.

- Datos: Q916918